# Ernst Ludwig I, Duce de Saxa-Meiningen
Ernst Ludwig I, Duce de Saxa-Meiningen (7 octombrie 1672 – 24 noiembrie 1724) a fost nobil german.

## Biografie
S-a născut la Gotha ca fiul cel mare al lui Bernhard I, Duce de Saxa-Meiningen și a primei lui soții, Marie Hedwig de Hesse-Darmstadt.
După decesul tatălui său în 1706, Ernst Ludwig a moștenit ducatul de Saxa-Meiningen împreună cu fratele său mai mic, Frederick Wilhelm, și cu fratele vitreg, Anton Ulrich. Tatăl său a stipulat în testament ca ducatul să nu fie divizat niciodată și să fie guvernat de toți fiii săi.
Ernst Ludwig, ca fiul cel mare, s-a străduit să stabilească autonomia pentru el și urmașii săi. Imediat după moartea tatălui său, Ernst Ludwig a semnat un contract cu frații săi; aceștia au lăsat guvernarea în mâinile fratelui lor, în schimbul unor stimulente. Totuși, introducerea primogeniturii a eșuat și frații lui au guvernat ducatul după moartea lui Ernst Ludwig.
La Gotha, Ernst Ludwig s-a căsătorit cu verișoara sa Dorothea Marie de Saxa-Gotha-Altenburg la 19 septembrie 1704. Ei au avut cinci copii:
1. Josef Bernhard (n. 27 mai 1706, Meiningen – d. 22 martie 1724, Roma).
2. Friedrich August (n. 4 noiembrie 1707, Meiningen – d. 25 decembrie 1707, Meiningen).
3. Ernst Ludwig al II-lea, Duce de Saxa-Meiningen (n. 8 august 1709, Coburg – d. 24 februarie 1729, Meiningen).
4. Luise Dorothea (n. 10 august 1710, Meiningen – d. 22 octombrie 1767, Gotha); s-a căsătorit la 17 septembrie 1729 cu Frederic al III-lea, Duce de Saxa-Gotha-Altenburg.
5. Karl Frederick, Duce de Saxa-Meiningen (n. 18 iulie 1712, Meiningen – d. 28 martie 1743, Meiningen).

La Schloss Ehrenburg, Coburg la 3 iunie 1714, Ernst Ludwig s-a căsătorit cu cea de-a doua soție, Elisabeth Sophie de Brandenburg. Nu au avut copii.
A murit la Meiningen în 1724, la vârsta de 52 de ani. A fosy succedat de fiul său, Ernst Ludwig al II-lea.